# UN-Sondergesandter

Flagge der Vereinten Nationen

Ein UN-Sondergesandter, englisch Special Envoy of the Secretary-General (SESG) ist ein hochrangiger Diplomat bei den Vereinten Nationen, der vom UN-Generalsekretär für spezifische Aufgaben ernannt wird. Daneben gibt es UN-Sonderberater (Special Adviser) und mit institutionalisierterem Rahmen UN-Sonderbeauftragte (Special Representative of the Secretary-General).

## Aktuelle UN-Sondergesandte
(Stand November 2022):
- Hans Grundberg, UN-Sondergesandter für Jemen (UNMHA), ernannt am 6. August 2021
- Julie Bishop, UN-Sondergesandte für Myanmar, ernannt am 5. April 2024[1]
- Geir Otto Pedersen, UN-Sondergesandter für Syrien, ernannt am 31. Oktober 2018
- Amandeep Singh Gill, UN-Sondergesandter für Technologie, ernannt im Juli 2022[2]
- Hanna Tetteh, UN-Sondergesandte für das Horn von Afrika, ernannt am 22. Februar 2022
- Xia Huang, UN-Sondergesandter für die Region der großen Seen Afrikas, ernannt im April 2019
- Jayathma Wickramanayake, UN-Sondergesandte für Jugend, ernannt im Juni 2017[3]

### Persönliche Gesandte
(Stand November 2022):
- Staffan de Mistura, persönlicher Gesandter für die Westsahara, ernannt am 6. Oktober 2021.[4]

## Frühere UN-Sondergesandte
- Kofi Annan, gemeinsamer Sondergesandter der Vereinten Nationen und der Arabischen Liga für Syrien vom 23. Februar bis 31. August 2012
- Michael Bloomberg, Sondergesandter für Städte im Klimawandel, ernannt am 31. Januar  2014[5]
- Gordon Brown, Sondergesandter für Globale Bildung, ernannt 2012[6]
- George H. W. Bush, Sondergesandter für Südasien, ernannt am 30. Dezember 2005[7]
- María Soledad Cisternas, Sondergesandte für Behinderte und Barrierefreiheit, ernannt am 20. Juni 2017[8]
- Bill Clinton, Sondergesandter für Haiti, ernannt im Mai 2009[9]
- Virendra Dayal, Sondergesandte für die Umsetzung bei der Beendung der Apartheid in Südafrika 1992[10]
- Staffan de Mistura (ITA), Sondergesandter für Syrien, ernannt am 10. Juli 2014[11]
- Said Djinnit UN-Sondergesandter für die Region der großen Seen Afrikas, ernannt am 17. Juli 2014[12]
- Martin Griffiths, UN-Sondergesandter für Jemen vom 16. Februar 2018 bis zum 19. Juli 2021
- Hiroute Guebre Sellassie, UN-Sondergesandte für die Sahelzone (OSES), ernannt am 30. April 2014[12]
- Han Seung-soo, UN-Sondergesandter für die Reduktion der Risiken von Katastrophen und Wasser, ernannt am 19. Dezember 2013[13]
- Macharia Kamau und Mary Robinson, UN-Sondergesandte für  El Niño und Klima, ernannt am 20. Mai 2016[14]
- George C. Marshall, UN-Sondergesandter für die Einbindung der KP Chinas und der Kuomintang in eine gemeinsame Regierung 1945[15]
- Haile Menkerios (ERI), UN-Sondergesandter für den Sudan und den Südsudan, ernannt am 29. Juli 2011[12]
- Mahmoud Mohieldin, UN-Sondergesandter für die Finanzierung der Agenda 2030, ernannt am 4. Februar 2020[16]
- Ismail Ould Cheikh Ahmed, UN-Sondergesandter für den Jemen, ernannt am 25. April 2015[11]
- Romano Prodi, UN-Sondergesandter für die Sahelzone 2012[17]
- Terje Rød-Larsen, UN-Sondergesandter für die Implementierung der Resolution 1559 des UN-Sicherheitsrates (militärische Entflechtung im Libanon), ernannt am 3. Januar 2005[11]
- Christine Schraner Burgener, UN-Sondergesandte für Myanmar vom 28. April 2018 bis Oktober 2021
- Jean Todt, UN-Sondergesandter für Straßenverkehrssicherheit ab April 2015
- Mirko Manzoni, persönlicher Gesandter für Mosambik, 2019 bis 2023[18]